# Justified
Justified je debitantski album američkog pop pjevača Justina Timberlakea. Objavljen je 1. studenog 2002. godine, nakon raspada grupe 'N Sync. Na albumu gostuju Timbaland, Clipse, Bubba Sparxxx i Jenet Jackson. Justified je dobio dvije nagrade na 46. dodjeli nagrade Grammy održanoj u Los Angelesu. Također je bio nominiran za album godine. Justified je prodan u više od 7 milijuna primjeraka širom svijeta. Na dodjeli nagrade Brit Awards album je dobio nagradu za najbolji internacionalni album.

## Singlovi
- "Like I Love You" je objavljen 20. kolovoza 2002. godine kao najavni singl albuma.
- "Cry Me a River" (featuring Timbaland) je drugi singl s albuma. Objavljen je 17. prosinca 2002. godine te je postao najzapaženiji singl albuma.
- "Rock Your Body" (featuring Vanessa Marquez) je treći singl s albuma. Objavljen je 29. ožujka 2003. godine.
- "Señorita" je četvrti singl s albuma. Objavljen je 2. rujna 2003. godine.

## Popis pjesama
| 1.    | »Señorita«                                             | Justin Timberlake, Chad Hugo, Pharrell      | The Neptunes            | 4:54 |
| 2.    | »Like I Love You« (featuring Clipse)                   | Timberlake, Hugo, Williams                  | The Neptunes            | 4:43 |
| 3.    | »(Oh No) What You Got«                                 | Timberlake, Tim Mosley                      | Timbaland               | 4:31 |
| 4.    | »Take It from Here«                                    | Timberlake, Hugo, Williams                  | The Neptunes            | 6:14 |
| 5.    | »Cry Me a River« (featuring Timbaland)                 | Timberlake, Mosley, Storch                  | Timbaland, Scott Storch | 4:48 |
| 6.    | »Rock Your Body« (featuring Vanessa Marquez)           | Timberlake, Hugo, Williams                  | The Neptunes            | 4:27 |
| 7.    | »Nothin' Else«                                         | Timberlake, Hugo, Williams                  | The Neptunes            | 4:59 |
| 8.    | »Last Night«                                           | Timberlake, Hugo, Williams                  | The Neptunes            | 4:47 |
| 9.    | »Still on My Brain«                                    | Timberlake, Harvey Mason, Jr., Damon Thomas | The Underdogs           | 4:35 |
| 10.   | »(And She Said) Take Me Now« (featuring Janet Jackson) | Timberlake, Mosley, Storch                  | Timbaland, Scott Storch | 5:31 |
| 11.   | »Right for Me« (featuring Bubba Sparxxx)               | Timberlake, Mosley                          | Timbaland               | 4:30 |
| 12.   | »Let's Take a Ride«                                    | Timberlake, Hugo, Williams                  | The Neptunes            | 4:44 |
| 13.   | »Never Again«                                          | Timberlake, Brian McKnight                  | Brian McKnight          | 4:34 |
| 63:17 |                                                        |                                             |                         |      |

| 14. | »Worthy of« (Japan, UK, Australija)              | 4:09 |
| 15. | »Take Away Your Love (Why, When, How?)« (iTunes) | 3:59 |

## Vanjske poveznice
- Justified na Los Angeles Times
- Justified na The New Zealand Herald